# Жданко, Татьяна Александровна
Татья́на Алекса́ндровна Жда́нко (19 июля (1 августа) 1909 — 16 апреля 2007) — советский и российский этнограф, доктор исторических наук, лауреат Государственной премии СССР в области науки и техники (1981).

## Биография
Татьяна Жданко родилась 19 июля (1 августа) 1909 года в Елисаветграде (ныне Кропивницкий, Украина) в семье русского генерала А. Е. Жданко. В 1924 году окончила трудовую школу-семилетку в Киеве, затем училась в торгово-промышленной профшколе. В 1927 году переехала в Москву. Поступила на этнографическое отделение историко-этнологического (историко-философского) факультета 1-го МГУ, которое окончила в 1930 году. Получила направление в Узбекистан. В 1931—1935 годах заведовала Отделом истории Узбекистана в колониальный период Центрального государственного музея Узбекской ССР в Самарканде. Несколько раз ездила в экспедиции. В 1936—1941 годах была заведующей отделом Узбекистана Музея народов СССР в Москве.
После начала Великой Отечественной войны вместе с семьёй эвакуировалась в Челябинскую область. В 1942—1943 годах вновь работала в музее в Самарканде. Вернулась в Москву и в 1944 году поступила в аспирантуру Института этнографии АН СССР, где её научным руководителем был С. П. Толстов. В 1947 году защитила кандидатскую диссертацию и продолжила работу в институте в отделе этнографии народов Средней Азии и Казахстана. В 1945—1959 руководила Каракалпакским этнографическим отрядом, была заместителем начальника Хорезмской археолого-этнографической экспедиции С. П. Толстова. В 1964 году защитила докторскую диссертацию.
Татьяна Жданко специализировалась на истории народов Средней Азии и Казахстана. Написала ряд научных трудов, посвящённых истории и этнографии каракалпаков. Является одним из соавторов издания «Народы Средней Азии и Казахстана» (т. 1-2, 1962—1963). За участие в подготовке издания «Современные этнические процессы в СССР» в 1981 году была удостоена Государственной премии. Среди её учеников был академик Академии наук Узбекистана Сабир Камалов, который посвятил своей наставнице подробный очерк.
Похоронена на Введенском кладбище рядом с родной сестрой Ириной Жданко.

## Семья
Дочь — Ирина Васильевна Ходкина (род. 1938). Хранительница семейных архивов Жданко и Брусиловых. В декабре 2022 года передала в собрание Музея полярников им. В. И. Альбанова (филиал Национального музея Республики Башкортостан) подлинное письмо Ерминии Жданко и подлинные фотографии её семьи 1900–1910 гг..

## Сочинения
- Очерки исторической этнографии каракалпаков. М.; Л., 1950.
- Каракалпаки Хорезмского оазиса // Тр. Хорезмской археолого-этнографической экспедиции. М., 1952. Т. 1.
- Народное орнаментальное искусство каракалпаков // Труды ХАЭЭ М., 1958. Т. 3. С. 373—410;
- Основные этапы этнической истории народов Средней Азии и Казахстана // Народы Средней Азии и Казахстана. М., 1962. Т. 1 (соавт.).
- Каракалпаки // Народы Средней Азии и Казахстана. М., 1962. Т. 1.
- Номадизм в Средней Азии и Казахстане // История, археология и этнография Средней Азии М., 1968. С. 274—281;
- Специфика этнических общностей в Средней Азии и Казахстане // Расы и народы. Ежегодник. М., 1974. Вып. 4. С. 10-26;
- Этнические общности и этнические процессы в дореволюционной России // Этнические процессы в СССР. М., 1977. С. 33-84;
- Этнографические исследования Хорезмской экспедиции (Народы, проблемы, труды) // Культура и искусство древнего Хорезма. М., 1980. С. 21-41;
- Семья у народов Средней Азии // Семейный быт народов СССР. М., 1990 (совм. с Н. П. Лобачевой).
- Сведения о каракалпаках в России XVTTT в. // Приаралье в древности и средневековье. М., 1998. С. 261—275[7].

Список основных научных трудов Т. А. Жданко см. в книге «У моря барханов, на земле такыров. Сборник воспоминаний о Т. А. Жданко»